# Хрістіан Мозер
Хрістіан Мозер  (нім. Christian Moser, 20 грудня 1972) — австрійський стрибун з трампліна, олімпійський медаліст.

## Виступи на Олімпіадах
| Олімпіада        | Дисципліна             | Місце |
| ---------------- | ---------------------- | ----- |
| Ліллехаммер 1994 | інд., норм. трамплін   | 10    |
| Ліллехаммер 1994 | інд., великий трамплін | 26    |
| Ліллехаммер 1994 | ком., великий трамплін | 3     |

## Зовнішні посилання
- Досьє на sport.references.com [Архівовано 29 січня 2010 у Wayback Machine.]